# NGC 7027
NGC 7027 je velmi mladá a hustá planetární mlhovina
v souhvězdí Labutě s magnitudou 8,5.
Od Země je vzdálená přibližně 3 000 světelných let.
Objevil ji Édouard Stephan v roce 1878.
Jde o jednu z nejmenších planetárních mlhovin a přitom je zdaleka nejpodrobněji zkoumaná. V roce 2019 byla v této mlhovině zjištěna přítomnost hydridu helia.

## Pozorování

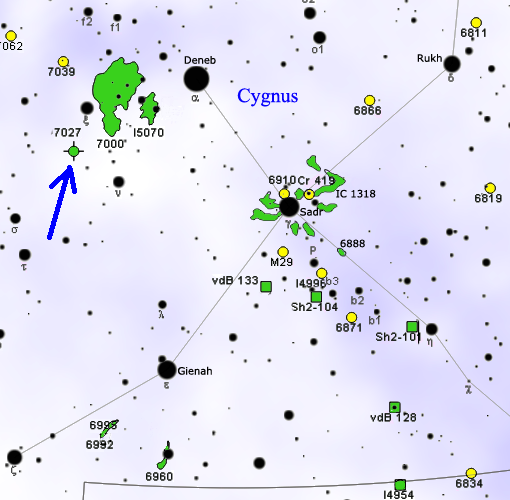
Poloha NGC 7027 v souhvězdí Labutě

Patří mezi nejjasnější planetární mlhoviny.
Je viditelná i malým dalekohledem přibližně 2° severovýchodně od hvězdy Ný Labutě (ν Cyg).
Při malém zvětšení, např. 50x, objekt vypadá pouze jako poměrně jasná namodralá či modrozelená hvězda. K pozorování podrobností v mlhovině je možné použít velké zvětšení, protože má velkou plošnou jasnost.

## Historie pozorování
Mlhovinu objevil Édouard Stephan v roce 1878 na observatoři v Marseille, kde objevil i mnoho dalších mlhovin. Nezávisle na něm ji 14. listopadu 1879 objevil i Thomas William Webb.
V roce 1977 byla pomocí Schmidtova dalekohledu na Yerkesově observatoři určena přesná optická poloha této planetární mlhoviny, aby bylo možné porovnat její snímky a rádiové mapy.
Mlhovina byla mnohokrát fotografována Hubbleovým vesmírným dalekohledem.
Před pozorováním tímto dalekohledem byla mlhovina považována za protoplanetární mlhovinu, jejíž ústřední hvězda je příliš chladná na ionizaci okolního plynu, ale snímky potvrdily, že jde o planetární mlhovinu v raném období jejího vývoje. Předpokládá se, že původní hvězda, ze které mlhovina vznikla, měla hmotnost asi 3 až 4 hmotností Slunce.

## Vlastnosti
NGC 7027 je jednou z nejjasnějších planetárních mlhovin ve viditelné oblasti.
Její plynná obálka začala vznikat před asi 600 lety, takže je poměrně mladá a kvůli tomu má malý rozměr - zatímco běžné planetární mlhoviny mají průměr kolem 1 světelného roku, tato mlhovina má rozměr asi 0,2 krát 0,1 světelného roku. Její tvar je velmi složitý a skládá se z eliptické oblasti ionizovaného plynu,
ležící uvnitř rozsáhlého neutrálního oblaku, který je tvořen prachem a plyny.
Obálka mlhoviny má tvar protáhlého sféroidu, obsahuje oblast fotodisociace uspořádanou do tvaru jetelového lístku a rozpíná se rychlostí 17 km/s. Ústřední oblast mlhoviny vydává rentgenové záření, což svědčí o přítomnosti velmi vysokých teplot. Eliptickou část mlhoviny obklopuje několik slabých soustředných modrých obálek.
Je možné, že ústřední bílý trpaslík v mlhovině má akreční disk, který je místem vysokých teplot.
Tento bílý trpaslík by mohl mít hmotnost kolem 0,7 hmotnosti Slunce a jeho zářivý výkon dosahuje 7 700 násobek zářivosti Slunce. Mlhovina prochází krátkým obdobím ve vývoji planetární mlhoviny, kdy jsou molekuly v její obálce postupně štěpeny na jednotlivé atomy ultrafialovým zářením ústřední hvězdy a tyto atomy jsou poté ionizovány.
Rozpínající se halo mlhoviny má hmotnost asi trojnásobku hmotnosti Slunce a je asi 100x hmotnější než ionizovaná ústřední oblast. Takto výrazná ztráta hmotnosti ústřední hvězdy je přesvědčivým důkazem toho, že i hvězdy několikrát těžší než Slunce se mohou vyhnout závěrečnému výbuchu v supernovu.
NGC 7027 má díky ústřední hvězdě bohaté a velmi ionizované spektrum. Mlhovina je bohatá na uhlík a je velmi zajímavou laboratoří pro výzkum chemie uhlíku v husté molekulární hmotě vystavené silnému ultrafialovému záření.
Spektrum této mlhoviny ovšem obsahuje méně spektrálních čar neutrálních molekul, než je běžné. To je způsobeno právě rozkladem neutrálních molekul silným ultrafialovým zářením. 
Místo toho obsahuje ionty s velmi vysokým ionizačním potenciálem.
V roce 2019 byla v této mlhovině zjištěna přítomnost hydridu helia, který je považován první molekulu, která se v raném vesmíru utvořila přibližně 100 000 let po Velkém třesku.
Výzkum z roku 2016 v mlhovině našel důkaz přítomnosti nanodiamantů.